# Anthelia simplex
Anthelia simplex är en korallart som beskrevs av Thomson och Dean 1931. Anthelia simplex ingår i släktet Anthelia och familjen Xeniidae. Inga underarter finns listade i Catalogue of Life.